# Сьомін Микола Васильович
Микола Васильович Сьомін (рос. Николай Васильевич Сёмин; 20 лютого 1973, м. Москва, СРСР) — радянський/російський хокеїст, захисник. 
Виступав за «Авангард» (Омськ), «Спартак» (Москва), ЦСКА (Москва), «Салават Юлаєв» (Уфа), «Металург» (Магнітогорськ), «Атлант» (Митищі), «Витязь» (Чехов), «Металург» (Новокузнецьк), «Сибір» (Новосибірськ), «Нафтохімік» (Нижньокамськ), «Рубін» (Тюмень). 
У складі молодіжної збірної Росії учасник чемпіонату світу 1993. У складі юніорської збірної СРСР учасник чемпіонату Європи 1991.
Досягнення
- Чемпіон ВХЛ (2011), срібний призер (2012)
- Срібний призер юніорського чемпіонату Європи (1991).